# Giro del Lazio 1976
Il Giro del Lazio 1976, quarantaduesima edizione della corsa, si svolse il 28 agosto 1976. La vittoria fu appannaggio del belga Roger De Vlaeminck, il quale precedette l'italiano Franco Bitossi e il connazionale Eddy Merckx.

## Ordine d'arrivo (Top 10)
| Pos. | Corridore                | Squadra            | Tempo |
| ---- | ------------------------ | ------------------ | ----- |
| 1    | Roger De Vlaeminck       | Brooklyn           |       |
| 2    | Franco Bitossi           | Zonca-Santini      |       |
| 3    | Eddy Merckx              | Molteni-Campagnolo |       |
| 4    | Miguel María Lasa        | Scic-Colnago       |       |
| 5    | Felice Gimondi           | Bianchi-Campagnolo |       |
| 6    | Italo Zilioli            | Furzi-Vibor        |       |
| 7    | Gianbattista Baronchelli | Scic-Colnago       |       |
| 8    | Tullio Rossi             | Furzi-Vibor        |       |
| 9    | Sigfrido Fontanelli      | Sanson-Benotto     |       |
| 10   | Bruno Wolfer             | Zonca-Santini      |       |